# Otto Sverdrup
Otto Neumann Knoph Sverdrup, född 31 oktober 1854 i Bindals kommun, död 26 november 1930 i Oslo, var en norsk sjöman och polarforskare.

## Biografi
Otto Sverdrup var kapten för fartyget Fram under Fridtjof Nansens expedition över Norra ishavet 1893 till 1896. När Nansen bestämde sig att fortsätta till fots till Nordpolen, övertog Sverdrup befälet över den kvarblivande expeditionen.
År 1898 påbörjade han en ny expedition med Fram mot Grönlands västkust och Kanadas arktiska övärld. Han var på grund av dåliga isförhållanden tvungen att övervintra fyra gånger, men samlade under denna tid ett stort antal forskningsdata.
Av hans senare expeditioner märks en med Eclipse 1914–1915 och en med Sviatogor 1920.
Sverdrup upptäckte Axel Heibergs ö omkring år 1900. Senare fick de kanadensiska Sverdrupöarna namn efter honom.  Den norska fregatten KNM Otto Sverdrup har fått sitt namn efter honom.